# Rina Bogliolo Sirihal
Rina Bogliolo Sirihal (Belo Horizonte, 25 de julho de 1947), professora de Teoria Literária, começou a carreira de escritora publicando o ensaio intitulado Introdução à Obra de Machado de Assis: Memórias Póstumas de Brás Cubas . Anos mais tarde, no antigo Suplemento Literário de Minas Gerais, quando era dirigido por Murilo Rubião, publicou poemas. Em 2005, no mesmo periódico, publicou Suicídio da Razão  
. Atualmente tem dez livros publicados.

## Obras
- Saudação à vida, 2005 (romance)
- Liberdade (in)condicional, 2005 (romance - ISBN 9788576370789)
- Os uivos do animalejo, 2008 (contos - ISBN 9788590816607)
- Faca afiada no cipó do umbigo, 2009 (romance - ISBN 9788590816614)
- Sabor de Curry & Pimenta, 2010 (relato de viagem - ISBN 9788590816621)
- Nuvens de Saudade, 2011 (gêneros literários variados: ensaios, poemas, minicontos - ISBN 9788590816638)
- A voz do desejo, 2014 (contos - ISBN 9788590816645)
- A parda cor do viver, 2018 (contos - ISBN 9788590816652)
- O que (não) viram meus olhos antes do fim, 2019 (memórias - ISBN 9788590816669)
- A ex (quando a cidade que temos não a temos), 2019 (memórias - ISBN 9788590816676)

A ex, publicado no final de 2019, é a conclusão do livro de memórias O que (não) viram meus olhos antes do fim, publicado no inicio desse mesmo ano.

## Informações Adicionais
Em 1º de junho de 2011, por ocasião do centenário da Faculdade de Medicina da UFMG, ocorreu o lançamento da 8ª edição do livro Bogliolo Patologia, que comemorava também seus 40 anos desde o lançamento do 1º número. A atual edição é organizada pelo professor do Departamento de Anatomia Patológica e Medicina Legal, Geraldo Brasileiro Filho. Durante a cerimônia, a Professora Rina Bogliolo Sirihal proferiu um discurso em que, além de ressaltar a obra de seu Pai, compara a vida estudantil na Faculdade de Medicina à época em que o escritor Pedro Nava a frequentou com os dias de hoje. O discurso pode ser lido na íntegra em: http://www.medicina.ufmg.br/documentos/discurso-Rina_Bogliolo.pdf